# Point Au Roche State Park
Point Au Roche State Park ist ein State Park im Gemeindegebiet von Beekmantown im Clinton County, New York, United States. Der Park bedeckt eine Fläche von 856 acre (3,46 km²) und liegt am Westufer des Lake Champlain, an der Treadwell Bay. Durch den See verläuft die Grenze zum Bundesstaat Vermont.
Zugang zum Park erfolgt über die Route 87 (Adirondack Northway) von Plattsburgh.
Gegründet wurde der Park aufgrund einer Spende der ehemaligen "Town Supervisorin" Florence Corron.

## Freizeitmöglichkeiten
Der Park ist eingerichtet für Tagesausflügler mit Picknick-Plätzen und Möglichkeiten zum Wandern, Cross-country Skilaufen, Radfahren und Angeln. Es gibt ein Nature Center und einen Sandstrand (Saint Arman Beach). In Deep Bay gibt es Ankerplätze für bis zu 60 Boote.